# Joseph John Urusemal
Joseph John Urusemal (Woleai, 19 marzo 1952) è un politico micronesiano.
Urusemal è stato il sesto Presidente degli Stati Federati di Micronesia. Eletto dal Congresso degli Stati Federati di Micronesia l'11 maggio del 2003 succedendo a Leo Falcam, terminò il suo mandato l'11 maggio 2007, quando venne eletto Emanuel Mori.